# Under stjernerne på himlen (film)
Under stjernerne på himlen er en dansk spillefilm med premiere den 20. marts 2025. Filmen er instrueret af Kasper Gaardsøe og har Anders Matthesen i hovedrollen som den danske musiker Tommy Seebach. Filmen blev afsløret af Matthesen i et opslag på hans sociale medier i november 2023.

## Rolleliste
- Anders Matthesen spiller Tommy Seebach
- Neel Rønholt spiller Karen Seebach
- Salomon Stampe spiller Rasmus Seebach
- Vilbert Hein Friberg spiller Rasmus Seebach (Ung)
- Caspar Phillipson spiller Keld Heick
- Vicki Berlin spiller Hilda Heick
- Zinnini Elkington spiller Kirsten Siggaard
- Anders Juul spiller Ivan Pedersen
- Jacob Lohmann spiller DR Underholdningschef
- Kamille Stampe Frederiksen spiller Marie Seebach
- Viola Hesager Alessandri spiller Marie Seebach (Ung)
- Téo Lepetit spiller Nicolai Seebach
- Malthe Hjulmand spiller Nicolai Seebach (Ung)

## Modtagelse
Filmmagasinet Ekko gav filmen tre stjerner ud af seks mulige og skrev i sin anmeldelse, at fortællingen om Melodi Grand Prix-stjernens storhed og fald var vakkelvorn, selvom Anders Matthesen leverede en stærk præstation i hovedrollen.
Generelt fik den negative anmeldelser.